# Plocoscelus modestus
Plocoscelus modestus är en tvåvingeart som beskrevs av Cresson 1930. Plocoscelus modestus ingår i släktet Plocoscelus och familjen skridflugor. Inga underarter finns listade i Catalogue of Life.